# Слепи миш (ТВ филм)
„Слепи миш” је југословенски ТВ филм из 1968. године. Режирао га је Јован Коњовић а сценарио је написан по делу Јоакима Вујића.

## Улоге
| Глумац                     | Улога            |
| -------------------------- | ---------------- |
| Карло Булић                |                  |
| Рада Ђуричин               | Алексова девојка |
| Капиталина Ерић            | Макрена          |
| Михајло Фаркић             |                  |
| Драгољуб Милосављевић Гула | Капетан Милић    |
| Никола Симић               |                  |
| Предраг Тасовац            |                  |